# Municipio de Oliver (condado de Perry)
El municipio de Oliver  (en inglés: Oliver Township) es un municipio ubicado en el condado de Perry en el estado estadounidense de Pensilvania. En el año 2000 tenía una población de 2.061 habitantes y una densidad poblacional de 96 personas por km².

## Geografía
El municipio de Oliver se encuentra ubicado en las coordenadas 40°28′00″N 77°06′59″O / 40.46667, -77.11639.

## Demografía
Según la Oficina del Censo en 2000 los ingresos medios por hogar en la localidad eran de $39,063 y los ingresos medios por familia eran $44,375. Los hombres tenían unos ingresos medios de $32,311 frente a los $28,542 para las mujeres. La renta per cápita para la localidad era de $18,295. Alrededor del 12,4% de la población estaban por debajo del umbral de pobreza.